# Hèctor Serra i Cubilles
Hèctor Serra i Cubilles (nascut a Aldaia) és un escriptor, periodista i activista polític valencià.

## Biografia
Nascut a Aldaia (l'Horta), es llicencià en Periodisme a la Universitat de València i es graduà en un màster de Professor d'Educació Secundària. Des de 2003 ha col·laborat com a periodista al programa "Encèn l'oïda" d'Aldaia Ràdio, al periòdic L'Accent, al portal cultural Núvol.com i a la revista digital musical Tres deu. També ha estat membre actiu de diferents moviments socials a nivell comarcal i nacional. L'any 2010 s'estrenà en el món de la poesia amb la publicació de la "plaquette" Terrabastall suburbial, obra que li valgué el premi Bancaixa-UV d'escriptura de creació d'aquell mateix any. L'any 2013 publicà Trèmolo, el seu primer poemari llarg en solitari, però el seu recull de poemes més expansiu fins al moment, tant en fons com en forma, arribà l'any 2016 amb Cinètica, obra premiada amb el Premi 25 d'Abril-Vila de Benissa de poesia de 2015.
Alguns dels seus poemes han estat adaptats per a partitura musical. «Albades» i «Coloraina», amb música del compositor valencià Ramón Pastor, i amb Miguel Bruñó al piano, foren estrenades per l'Orfeó Universitari de València al claustre de la Universitat de València al juny de 2014. Per la seua banda, l'Orfeó d'Aldaia va cantar «Albades» al concert "Som músics, som valencians" a l'octubre de 2015. L'aportació musical més recent l'ha protagonitzada el grup de pop Novembre Elèctric, el qual ha bastit íntegrament el seu segon llarga durada, Tremole, amb textos de l'autor. No debades, el vocalista del grup, Yeray Calvo, juntament amb l'autor, crearen un espectacle poètico-musical, Trèmolo elèctric (també anomenat, Trèmolo de tardor), que voltà arreu del territori des de l'any 2013. València, Sitges, Rafelcofer o Gandia foren algunes de les localitats visitades.
A nivell col·lectiu, diverses antologies generacionals recullen els seus poemes. L'any 2012 col·laborà a Estels de paper, un recopilatori dels vint-i-un primers poetes de la col·lecció Mil poetes i un país, de l'editorial Germania, i l'any 2013 participà a Màtria, un recull de noves veus poètiques dels Països Catalans. Quant a homenatges a la trajectòria dels poetes més consolidats, l'any 2013 participà en Poemes per a Jaume Pérez Montaner i l'any 2015 a Els déus no abandonen Antoni. Homenatge a Antoni Ferrer.

## Obres poètiques
- Terrabastall suburbial (PUV, 2010)[19]
- Trèmolo (editorial Germania, 2013)[1][20][21]
- Cinètica (Viena edicions, 2016)[6]

### Col·laboracions
- Estels de paper. Vint-i-un poetes per al segle XXI (editorial Germania, 2012)[15][22]
- Poemes per a Jaume Pérez Montaner (Ca Revolta, 2013)[17]
- Màtria. Noves veus poètiques dels Països Catalans (Germania, 2013)[16]
- Els déus no abandonen Antoni. Homenatge a Antoni Ferrer (Onada edicions, 2015)[18]

## Premis
- Premi Bancaixa-Universitat de València d'escriptura de creació de 2010, per Terrabastall suburbial[23][1]
- Premi 25 d'Abril-Vila de Benissa de poesia de 2015, per Cinètica[7][6]